# Cuenca / Mariscal Lamar
Cuenca / Mariscal Lamar är en flygplats i Ecuador. Den ligger i den södra delen av landet, 300 km söder om huvudstaden Quito. Cuenca / Mariscal Lamar ligger 2 531 meter över havet.
Terrängen runt Cuenca / Mariscal Lamar är huvudsakligen kuperad, men den allra närmaste omgivningen är platt. Runt Cuenca / Mariscal Lamar är det ganska tätbefolkat, med 248 invånare per kvadratkilometer. Närmaste större samhälle är Cuenca, 2,5 km sydväst om Cuenca / Mariscal Lamar. Omgivningarna runt Cuenca / Mariscal Lamar är en mosaik av jordbruksmark och naturlig växtlighet.